# Le Moulin de Daudet
Pour plus de détails, voir Fiche technique et Distribution.
Le Moulin de Daudet est un film belgo-franco-italien réalisé par Samy Pavel et sorti en 1994.

## Fiche technique
- Titre : Le Moulin de Daudet
- Autre titre : La Diligence du Midi
- Réalisation : Samy Pavel
- Scénario : Samy Pavel, d'après Lettres de mon moulin d'Alphonse Daudet
- Photographie : Nino Celeste
- Décors : Muriel Lejeune
- Costumes : Monique Cordier
- Son : Suzanne Durand
- Musique : Klaus Schulze
- Montage : Isabelle Dedieu
- Production : Anna Films - Les Films du Séraphin - Uderzo production - Alain Keytsman Production
- Pays de production :  Belgique,  France,  Italie
- Durée : 102 minutes
- Date de sortie :
  - France : 4 mai 1994

## Distribution
- Jean-Pierre Lorit : Alphonse Daudet[1]
- Irène Jacob : Mme Daudet[1]
- Louis Lalanne : Maître Cornille
- Robert Ripa : le curé de Cucugnan
- Jean Toscan : Dom Balaguère
- Maurice Lamy : Carrigou
- Andrée Damant: Annou
- François Delaroyère : M. Daudet
- Jean Luisi : le démon cornu
- Jean-Marie Bon : Saint-Pierre
- Dolores Chaplin : Vivette Cornille
- Candide Sanchez : le frère Abbé
- Arnaud Olivari : Alphonse Daudet enfant
- Dominique Hulin
- Laurent Maurel[1]